# Байрак (Лебединский район)
Байрак (укр. Байрак) — село,
Михайловский сельский совет,
Лебединский район,
Сумская область,
Украина.
Код КОАТУУ — 5922986502. Население по переписи 2001 года составляло 63 человека.

## Географическое положение
Село Байрак находится у истоков реки Лозовая,
ниже по течению на расстоянии в 2 км расположено село Лозово-Грушевое.
Река в этом месте пересыхает, на ней сделано несколько запруд.
Примыкает к посёлку Першотравневое.

## Экономика
- Молочно-товарная ферма (была в селе при СССР).

## Происхождение названия
Слово байрак происходит от тюркского «балка»; так обычно называется сухой, неглубоко взрезанный овраг, зарастающий обычно широколиственным лесом.
Слово байрак распространено на юге Европейской части СССР, в лесостепной и степной зоне. От названия «байрак» происходит название байрачных лесов, где растут обычно следующие породы деревьев — дуб, клён, вяз, ясень, липа.
На территории Украины имелись минимум 19 сёл и посёлков с названием Байрак, из них шесть — в Харьковской области и два — в Сумской в их современных границах. Село входило сначала в Харьковскую; с 1939 года — в Сумскую область.